# Агроґрунтове районування України

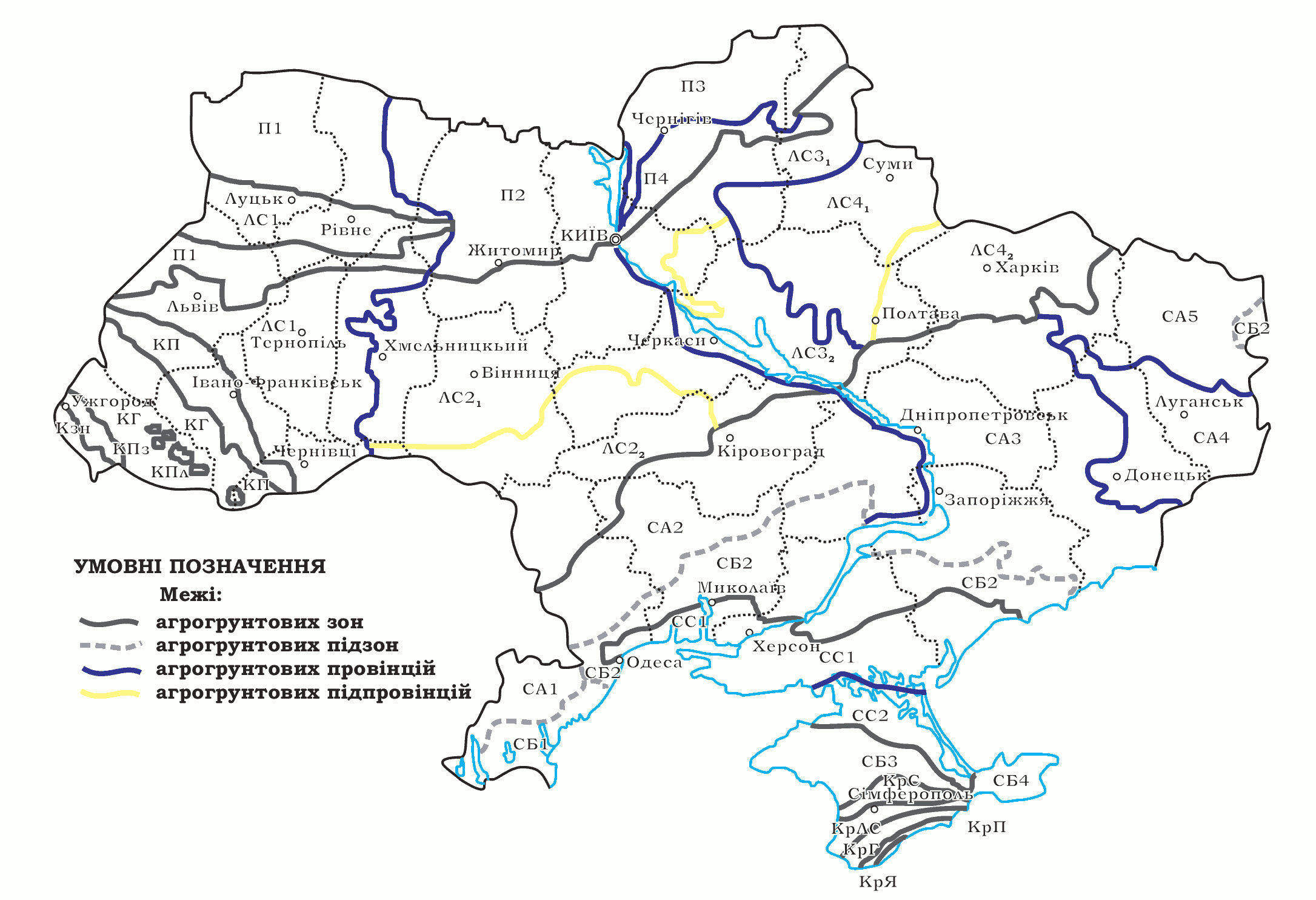
Агроґрунтове районування України

П — зона мішаних лісів дерново-підзолистих типових і оглеєних ґрунтів Українського Полісся: 
- П1 — західна провінція;
- П2 — центральна правобережна провінція;
- П3 — лівобережна висока провінція;
- П4 — лівобережна низинна провінція.

ЛС — Лісостепова зона чорноземів типових і сірих опідзолених ґрунтів: 
- ЛС1 — західна провінція;
- ЛС2 — правобережна центральна висока провінція, 
  - ЛС21 — північна підпровінція,
  - ЛС22 — південна підпровінція;
- ЛС3 — лівобережна низинна провінція, 
  - ЛС31 — північна підпровінція,
  - ЛС32 — південна підпровіція;
- ЛС4 — лівобережна висока провінція, 
  - ЛС41 — північно-західна підпровінція,
  - ЛС42 — східна підпровінція.

С — Степова зона чорноземів звичайних та південних:
- СА — підзона чорноземів звичайних північного Степу,
- СА1 — південно-західна провінція,
- СА2 — Дністровсько-Дніпровська провінція,
- СА3 — Дніпровсько-Донецька провінція,
- СА4 — Донецька провінція,
- СА5 — Задонецька провінція,
- СБ — підзона південно-степових чорноземів південних,
- СБ1 — Придунайська провінція,
- СБ2 — Азово-Причорноморська провінція,
- СБ3 — Кримська провінція,
- СБ4 — Керченська провінція.

СС — Сухостепова зона темно-каштанових та каштанових ґрунтів: 
- СС1 — Причорноморська провінція,
- СС2 — Північно-Кримська провінція.

К — зона буроземних ґрунтів Українських Карпат: 
- КЗН — провінція лучно-буроземних оглеєних ґрунтів Закарпатської низовини;

КП — зона бурувато-підзолистих оглеєних ґрунтів передгір'їв до 300–500 м а. в.;
КПЗ — зона буроземів опідзолених оглеєних закарпатського передгір'я до 125–400 м а. в.
КПЛ — зона гірсько-лучних буроземів полонин з 1200–1500 м а. в.
КГ — зона гірсько-лісових буроземів до 500–1500 м а. в.
Кр — ґрунтові зони Гірського Криму: 
- КрС — зона чорноземів передгірного Степу,
- КрЛС — зона ґрунтів передгірного Лісостепу,
- КрГ — зона буроземів гірсько-лісових,
- КрЯ — зона гірсько-лучних ґрунтів яйл,
- КрП — зона коричневих ґрунтів південного схилу головного гірського хребта.